# Brafferton
Brafferton is een civil parish in het bestuurlijke gebied Hambleton, in het Engelse graafschap North Yorkshire met 311 inwoners.